# Poids-de-Fiole
Poids-de-Fiole è un comune francese di 315 abitanti situato nel dipartimento del Giura nella regione della Borgogna-Franca Contea.

## Società

### Evoluzione demografica
Abitanti censiti